# Макмаллин, Дэйв
Дэвид (Дэйв) Макмаллин (англ. David (Dave) McMullin; 30 июня 1908, Гвинед-Валли, Пенсильвания — 15 сентября 1995, Ньютаун, Пенсильвания) — американский хоккеист на траве, нападающий; сквошист. Бронзовый призёр летних Олимпийских игр 1932 года, участник летних Олимпийских игр 1936 года.

## Биография
Дэйв Макмаллин родился 30 июня 1908 года на американской невключённой территории Гвинед-Валли.
Учился в Принстонском университете, играл за его команду в футбол, теннис и сквош. Играл в хоккей на траве за крикетный клуб Филадельфии.
В 1932 году вошёл в состав сборной США по хоккею на траве на летних Олимпийских играх в Лос-Анджелесе и завоевал бронзовую медаль. Играл на позиции нападающего, провёл 2 матча, забил 1 мяч в ворота сборной Японии.
В 1936 году вошёл в состав сборной США по хоккею на траве на летних Олимпийских играх в Берлине, занявшей 11-е место. Играл на позиции нападающего, провёл 3 матча, мячей не забивал.
В 1937—1938 годах был секретарём Американской ассоциации сквоша. В 1947 году выступал в чемпионате США и Канады в паре со Стэнли Пирсоном.
После окончания колледжа 4 года работал в инвестиционном бизнесе, затем перешёл в компанию John Wanamaker Co. в Филадельфии, в которой, в частности, был президентом спортивной ассоциации «Миллроуз». Впоследствии руководил этой компанией, пока не ушёл в отставку в 1974 году.
Умер 15 сентября 1995 года в американском городе Ньютаун в штате Пенсильвания.